# NGC 2563
NGC 2563 est une galaxie lenticulaire située dans la constellation du Cancer. NGC 2563 a été découverte par l'astronome germano-britannique William Herschel en 1787.

## Caractéristiques
Sa vitesse par rapport au fond diffus cosmologique est de 4 745 ± 17 km/s, ce qui correspond à une distance de Hubble de 70,0 ± 4,9 Mpc (∼228 millions d'al).
À ce jour, 29 mesures non basées sur le décalage vers le rouge (redshift) donnent une distance de 69,479 ± 13,841 Mpc (∼227 millions d'al), ce qui est à l'intérieur des valeurs de la distance de Hubble.

## Groupe de NGC 2563
NGC 2563 est la plus grosse et la plus brillante galaxie d'un groupe d'au moins 14 galaxies qui porte son nom. Les autres galaxies inscrite au catalogue NGC du groupe de NGC 2563 sont NGC 2556, NGC 2557, NGC 2558, NGC 2560, NGC 2562 et NGC 2569.